# Penisvis
De penisvis (Urechis unicinctus) is een penisvormige lepelworm uit de familie Urechidae. De wetenschappelijke naam van de soort werd in 1881 gepubliceerd door von Drasche. De cilindervormige, geelbruine penisvis is 10–30 cm lang. Op het lichaam zitten veel kleine papillen.

## Ecologie
Deze lepelworm is een detrivoor en maakt een U-vormige gang in het zachte sediment van de zeebodem. Een ring van klieren aan de voorkant van de proboscis scheidt slijm af die aan de gangwand blijft kleven. De worm blijft slijm afscheiden terwijl hij achteruit in de gang beweegt, waardoor een net van slijm ontstaat. De worm laat water door zijn gang stromen door peristaltische samentrekkingen van zijn lichaam. Hierbij hechten voedseldeeltjes zich aan de slijm. Wanneer voldoende voedsel is verzameld, beweegt de worm in zijn gang naar voren  en slikt het slijm met het voedsel in. Dit proces wordt herhaald en in een gebied met veel voedseldeeltjes kan het proces in slechts enkele minuten worden herhaald.

## Gebruik
De worm wordt in Japan en vooral Korea vaak rauw gegeten. Hij wordt ook vaak gebruikt als visaas. In de Chinese keuken wordt de worm gaar roergebakken met groenten, of gedroogd en gemalen om te worden gebruikt als een smaakversterker. De worm is een veelvoorkomend ingrediënt in de Shandongkeuken.